# TIA-449

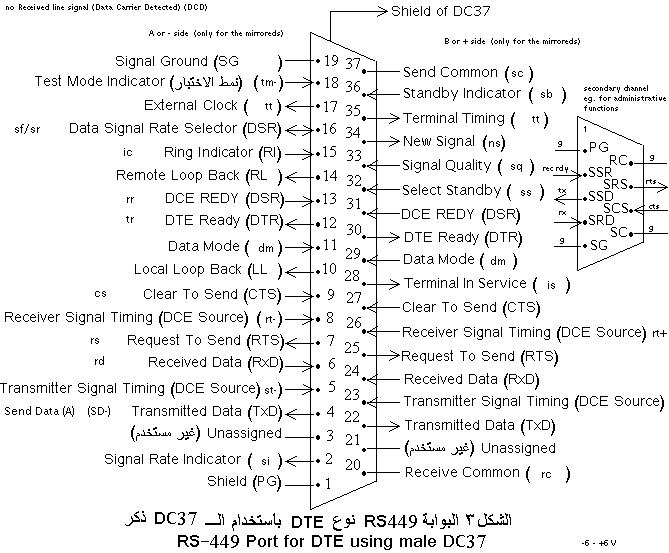
RS-449 pinout

La norma TIA-449, también conocida como EIA-449 o RS-449, define las características funcionales y mecánicas de la interfaz entre un Equipo terminal de datos(DTE), típicamente un ordenador y Equipo de Comunicación de Datos (ECD), típicamente un módem o servidor de terminales. El título completo original del estándar en inglés es: EIA-449 General Purpose 37-Position and 9-Position Interface for Data Terminal Equipment and Data Circuit-Terminating Equipment Employing Serial Binary Data Interchange. Esta norma se retiró en septiembre de 2002.
El RS-449 era parte de una iniciativa para reemplazar al RS-232C, ofreciendo un mayor rendimiento  y longitudes de cable más largas, manteniendo los mismos conectores DB-25. De esa iniciativa surgen dos normas RS-422 y RS-423, estrechamente relacionadas entre sí. Cuando la agregación de nuevas funciones empezó a crecer desmesuradamente, aumentando el número de pines requeridos por encima de lo que un DB-25 podía manejar, el RS-449 tuvo que definir un conector nuevo.
El RS-449 fue un sistema poco manejable; que utilizaba un conector grande DC-37 junto con un conector auxiliar DE-9 si se utilizaba el protocolo RS-422. El lío de cables resultante ya era rechazado como inoperativo antes incluso de la finalización del estándar. La norma  finalmente se abandona en favor del RS-530, la cual utiliza un solo conector DB-25.

## Reseña histórica
A finales de los años 1970, el EIA empezó desarrollar dos normas de comunicación serie para reemplazar al RS-232. El cual tenía un número de cuestiones que limitaba su rendimiento y utilidad. Entre estos era los voltajes relativamente altos utilizados en la señalización, +5 y -5V para marca y espacio. Para suministrar estos, una fuente de +12V era típicamente requerida, lo cual lo hizo un poco difícil de implementar en un mercado que rápidamente era dominado por circuitos +5/0V lógica TTL e incluso de más bajo voltaje, implementaciones CMOS. Estos voltajes altos y las comunicaciones no balanceadas resultan en una longitud de cable relativamente corta, nominalmente un máximo de 15 m.
La razón para los voltajes grandes se debía a los voltajes de tierra. RS-232 incluía tanto una tierra de protección así como una tierra de señal en la norma, pero no definió como se debían implementar. Se daba a menudo el caso que la tierra de protección quedaba inconexa, y la tierra de señal se conectaba a tierra en ambos extremos. Como resultado, si había una diferencia leve en potencial de tierra en los dos extremos del cable, el voltaje en el pin de tierra de la señal no podría ser cero, necesitando voltajes de señal grandes para proporcionar una señal positiva en este caso.
Para abordar este problema, las nuevas normas RS-422 y RS-423 definieron completamente las tomas de tierra basándose en la referencia de emisor, definiendo la señal sólo 400 mV por encima o por debajo de esta referencia. En el caso de RS-422, por ejemplo, cada señal tiene un segundo pin que opera en el voltaje opuesto, balanceando así los voltajes y siempre proporcionando una señal positiva. Cuándo este proceso empezaba, se tomó la decisión de separar los aspectos mecánicos del estándar del eléctrico, con el anterior deviniendo la norma RS-449 .
El estándar es raramente utilizado, a pesar de que pueda ser encontrado en algún equipamiento de comunicación en red. EIA-449 fue rescindido en enero de 1986 y sustituido por EIA/TIA-530A, la versión final EIA-449-1 se retiró en septiembre de 2002. El uso más extendido del RS-422/423, en los primeros ordenadores Apple Macintosh, utilizó un sencillo conector DIN de 9 pines para interconectar máquinas utilizando sólo conectores de tres cables.

### Citas
1. 1 2  Witten, 1983, p. 152.
2. 1 2  Witten, 1983, p. 150.
3. ↑  La necesidad de 12V para alimentar al RS-232 habitualmente creaba complejidad adicional en las  fuentes de alimentación de los primeros ordenadores personales. Por ejemplo, en el Atari 8-bit, los dispositivos de expansión estaban situados en un puerto externo, por lo que la fuente de alimentación debía suministrar 5V y 12V a la máquina y esta pasar los 12V a través del conector SIO.
4. ↑  «TIA Standards Documents». Archivado desde el original el 16 de febrero de 2008. Consultado el 19 de enero de 2008.